# Estadounidenses asiáticos
Los estadounidenses de origen asiático son estadounidenses con ascendencia del continente asiático (incluidos los estadounidenses naturalizados que son inmigrantes de regiones específicas de Asia y descendientes de esos inmigrantes). Aunque este término se había utilizado históricamente para todos los pueblos indígenas del continente asiático, el uso del término "asiático" por parte de la Oficina del Censo de los Estados Unidos es un grupo racial que solo incluye a personas con orígenes o ascendencia del este de Asia, el sudeste de Asia y el subcontinente indio y excluye a las personas con orígenes étnicos en ciertas partes de Asia, incluida Asia occidental, que ahora se clasifican como estadounidenses de Medio Oriente a partir del censo de 2030.
Además, los asiáticos centrales no se mencionan en ninguna categoría racial del censo. La categoría "asiática" del censo incluye a las personas que indican su(s) raza(s) en el censo como "asiáticas" o entradas reportadas como "chino, indio, bangladesí, filipino, vietnamita, indonesio, coreano, japonés, pakistaní, malayo y otros asiáticos". En 2020, los estadounidenses que se identificaron como asiáticos solo (19.886.049) o en combinación con otras razas (4.114.949) representaron el 7,2% de la población de Estados Unidos
Los estadounidenses de origen chino, indio y filipino constituyen la mayor proporción de la población estadounidense de origen asiático, con 5 millones, 4,3 millones y 4 millones de personas respectivamente. Estas cifras equivalen al 23%, 20% y 18% de la población estadounidense de origen asiático total, o al 1,5%, 1,2% y 1,2% de la población total de Estados Unidos.
Aunque los inmigrantes de Asia han estado en partes de los Estados Unidos contemporáneos desde el siglo XVII, la inmigración a gran escala no comenzó hasta mediados del siglo XIX. Las leyes de inmigración nativistas durante las décadas de 1880 y 1920 excluyeron a varios grupos asiáticos y finalmente prohibieron casi toda la inmigración asiática a los Estados Unidos continentales. Después de que se reformaran las leyes de inmigración durante las décadas de 1940 y 1960, aboliendo las cuotas de origen nacional , la inmigración asiática aumentó rápidamente. Los análisis del censo de 2010 han demostrado que, por cambio porcentual, los estadounidenses de origen asiático son el grupo racial de más rápido crecimiento en los Estados Unidos.